# شهرداری جرموک
شهرداری جرموک یک منطقهٔ مسکونی در ارمنستان است که در استان وایوتس‌جور واقع شده‌است. شهرداری جرموک ۴۹۷ کیلومتر مربع مساحت و ۷٬۳۵۹ نفر جمعیت دارد.